# 쉴라 머피
쉴라 머피(Sheila Murphy, 1951년 ~ )는 미국의 수필가, 시인 겸 대학 교수이다.

## 주요 이력
미국 인디애나 주 미셔와카에서 출생하였으며 미국 인디애나주 인디애나폴리스와 미국 미시건 주 디트로이트와 미국 미시건 주 랜싱와 미국 애리조나 주 피닉스에서 성장한 그녀는 1972년 수필가 첫 등단하였고 1978년 시인으로 정식 등단하였다.

## 학력
- 미국 미시건 주립 대학교 영어영문학과 학사
- 미국 미시건 주립 대학교 대학원 영어영문학과 문학석사
- 미국 애리조나 주립 대학교 대학원 영어영문학과 문학박사